# Sprimont
Sprimont (Sprumont in vallone) è un comune belga di 12 950 abitanti, situato nella provincia vallona di Liegi.